# کانال هالیوود
کانال هالیوود (انگلیسی: Canal Hollywood) شرکت رسانه‌ای فرانسوی است، که در سال ۱۹۹۵ تأسیس شد.